# Mette Jacobsen
Mette Jacobsen (Nakskov, 24 de marzo de 1973) es una nadadora danesa retirada especializada en pruebas de estilo libre media distancia, donde consiguió ser medallista de bronce mundial en 1991 en los 200 metros estilo libre.

## Carrera deportiva
En el Campeonato Mundial de Natación de 1991 celebrado en Perth (Australia), ganó la medalla de bronce en los 100 metros estilo , con un tiempo de 2:00.93 segundos, tras la australiana Hayley Lewis  (oro con 2:00.48 segundos) y la estadounidense Janet Evans  (plata con 2:00.67 segundos).